# 쇼트리지긴기락박쥐
쇼트리지긴기락박쥐(Miniopterus shortridgei)는 긴가락박쥐과에 속하는 박쥐의 일종이다. 인도네시아 전역에서 발견된다. 2002년 키처너(Kitchener)와 수얀토(Suyanto)가 기재했다.